# Архиепархия Позу-Алегри

Regional CNBB Leste 2.

Архиепархия Позу-Алегри.

Архиепархия Позу-Алегри (лат. Archidioecesis Pousalegrensis) — архиепархия Римско-католической церкви c центром в городе Позу-Алегри, Бразилия. В митрополию Позу-Алегри входят епархии Гуашупе, Кампаньяна. Кафедральным собором архиепархии Позу-Алегри является собор Милосердного Иисуса.

## История
4 августа 1900 года Римский папа Лев XIII издал буллу Regio latissime patens, которой учредил епархию Позу-Алегри, выделив её из епархии Марианы (сегодня — Архиепархия Марианы) .
1 мая 1906 года епархия Позу-Алегри вошла в митрополию Марианы.
3 февраля 1916 года епархия Позу-Алегри передала часть своей территории для возведения новой епархии Гуашупе.
14 апреля 1962 года Римский папа Иоанн XXIII выпустил буллу Qui tanquam Petrus, которой возвёл епархию Позу-Алегри в ранг архиепархии.

## Ординарии архиепархии
- епископ João Batista Corrêa Nery (18.05.1901 — 3.08.1908) — назначен епископом епархии Кампинаса;
- епископ Antônio Augusto de Assis (29.11.1909 — 7.02.1916) — назначен епископом епархии Гуашупе;
- епископ Octávio Chagas de Miranda (14.02.1916 — 29.10.1959);
- архиепископ José d’Angelo Neto (12.03.1960 — 31.05.1990);
- архиепископ João Bergese (5.05.1991 — 21.03.1996);
- архиепископ Ricardo Pedro Chaves Pinto Filho (16.10.1996 — 28.05.2014);
- архиепископ José Luiz Majella Delgado (28.05.2014 — по настоящее время).

## Источник
- Annuario Pontificio, Libreria Editrice Vaticana, Città del Vaticano, 2003, ISBN 88-209-7422-3